# Virserums hembygdspark

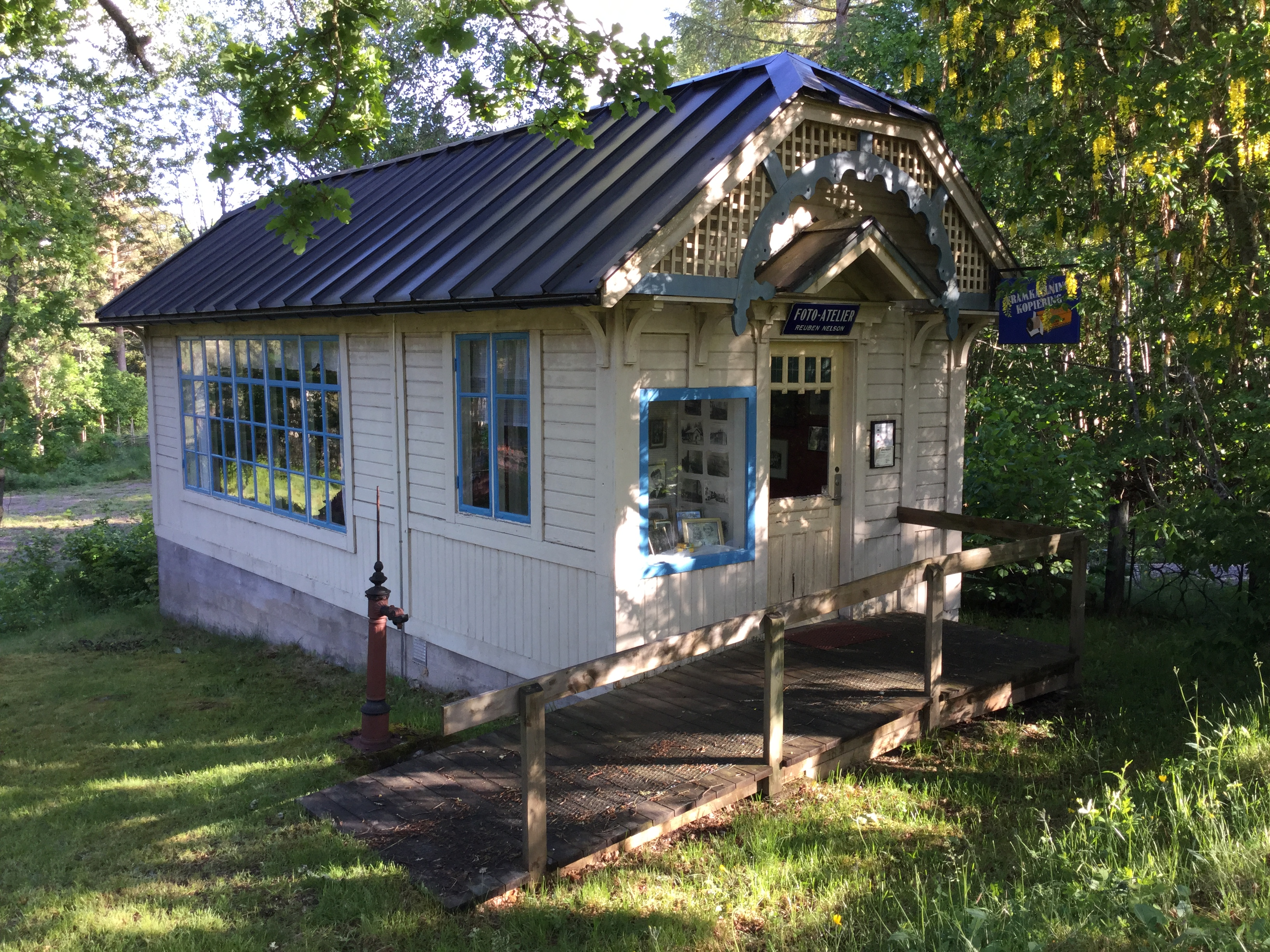
Reuben Nelsons fotoateljé

Virserums Hembygdspark är en hembygdspark i Virserum i Hultsfreds kommun, med omkring 15 byggnader, från 1600-talet fram till modern tid. 
Byggnaderna på området illustrerar ortens gamla byggnadsskick, heminredning, arbetsliv och samhälleliga funktioner. Hembygdsparken har hyrts från 1940, och ägs sedan 1971, av Virserums hembygdsförening, som bildades 1928.

## Byggnader

### Fagerströmsstugan
Fagerströmsstugan är en knuttimrad byggnad i två våningar, troligen från sent 1700-tal eller tidigt 1800-tal. Fram till 1918 var den huvudbyggnad på Emil Fagerströms gård i Misterhult. Omkring 1940 flyttades den till hembygdsparken som första byggnad i parken.

### Kombergastugan
Kombergastugan är en liten torvtäckt timmerbyggnad med ett mycket gammalt byggnads- och bostadsskick. Den är enligt traditionen uppförd av soldaten Berg när han hade återvänt hem från trettioåriga kriget. År 1942 flyttades den till hembygdsparken.

### Fröåsa handpappersbruk
Huvudartikel: Fröåsa handpappersbruk
Fröåsa handpappersbruk är ett större tvåvåningshus med alla maskiner och redskap i ursprungligt skick. Det visar en gammal industri, ett av de få bevarade handpappersbruken i Sverige. Det uppfördes 1802 vid Fröåsaströmmen i Kråketorpsån omkring fem kilometer utanför Virserum och tillverkade tryck- och skrivpapper. Den monterades ned 1921 och återuppbyggdes i hembygdsparken 1950. Varje sommar visas handformning av papper och man använder det vattenmärke som bruket förde vid 1800-talets början.

### Reuben Nelsons Fotoateljé
Huvudartikel: Reuben Nelsons fotoateljé
Virserumsfotografen Reuben Nelsons byggnad med dagsljusateljé i Virserum är flyttad till hembygdsparken.

### Tildas stuga
Tildas stuga har den inredning och möblering som sista ägarinnan lämnade 1940. Stugan är ett timmerhus (4 x 8 m) med förstuga, kök och rum. 

## Övrigt
I hembygdparken finns ett block av den sällsynta bergarten klotgranit. I Slättemossa klotgranithällar norr om samhället finns Sveriges enda kända förekomst av denna i fast klyft.

## Bildgalleri

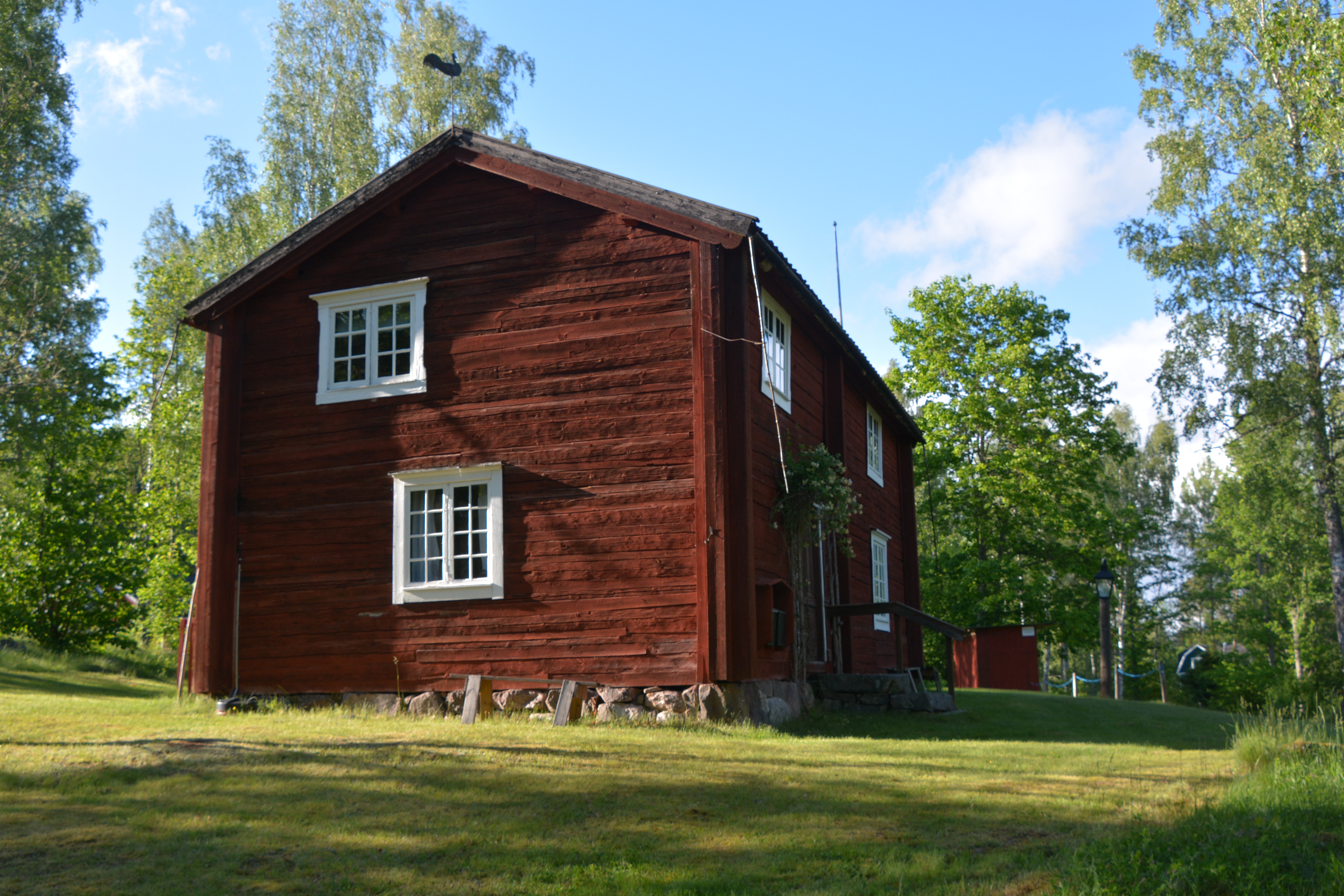
Fagerströmsstugan
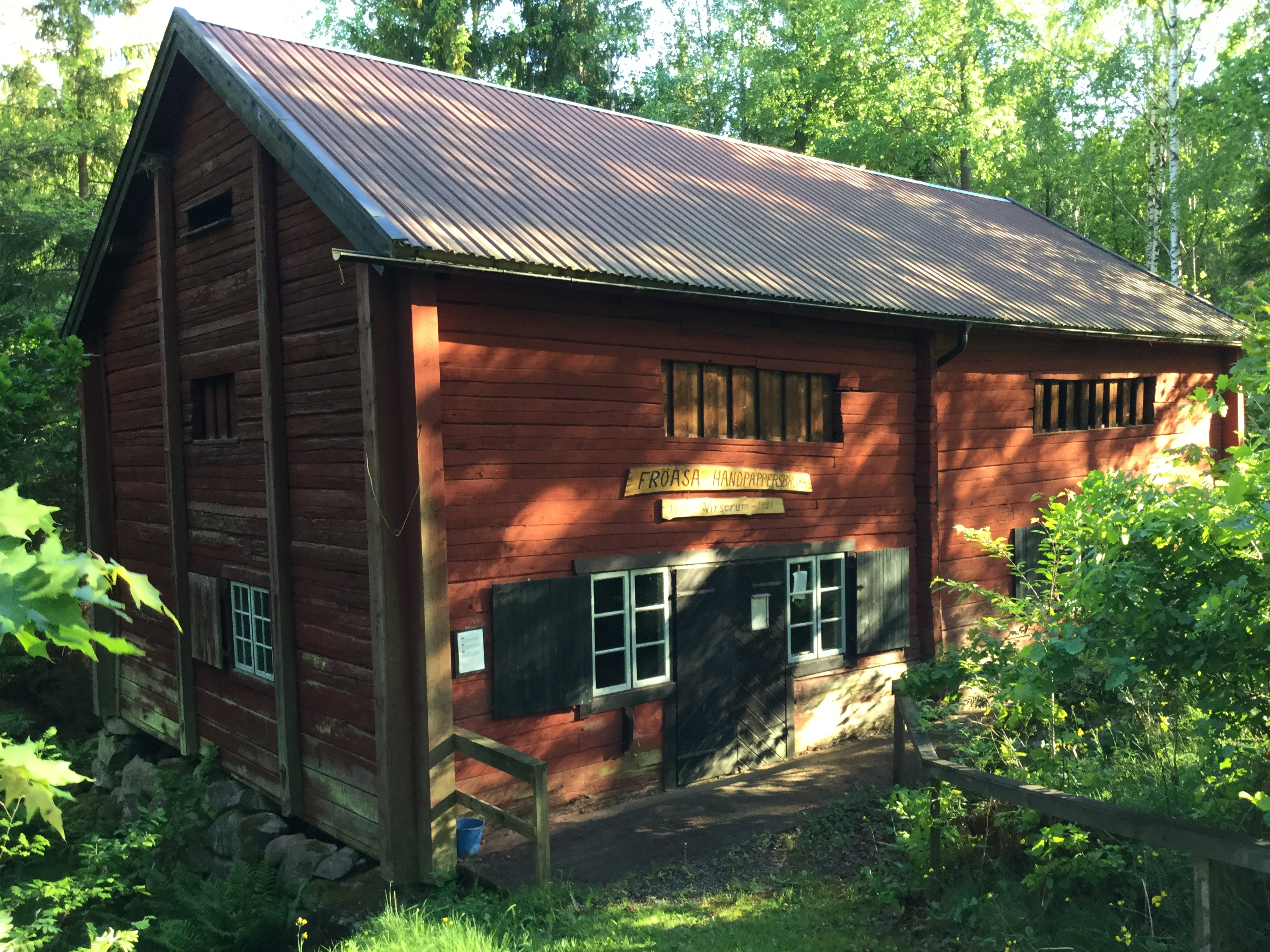
Fröåsa handpappersbruk
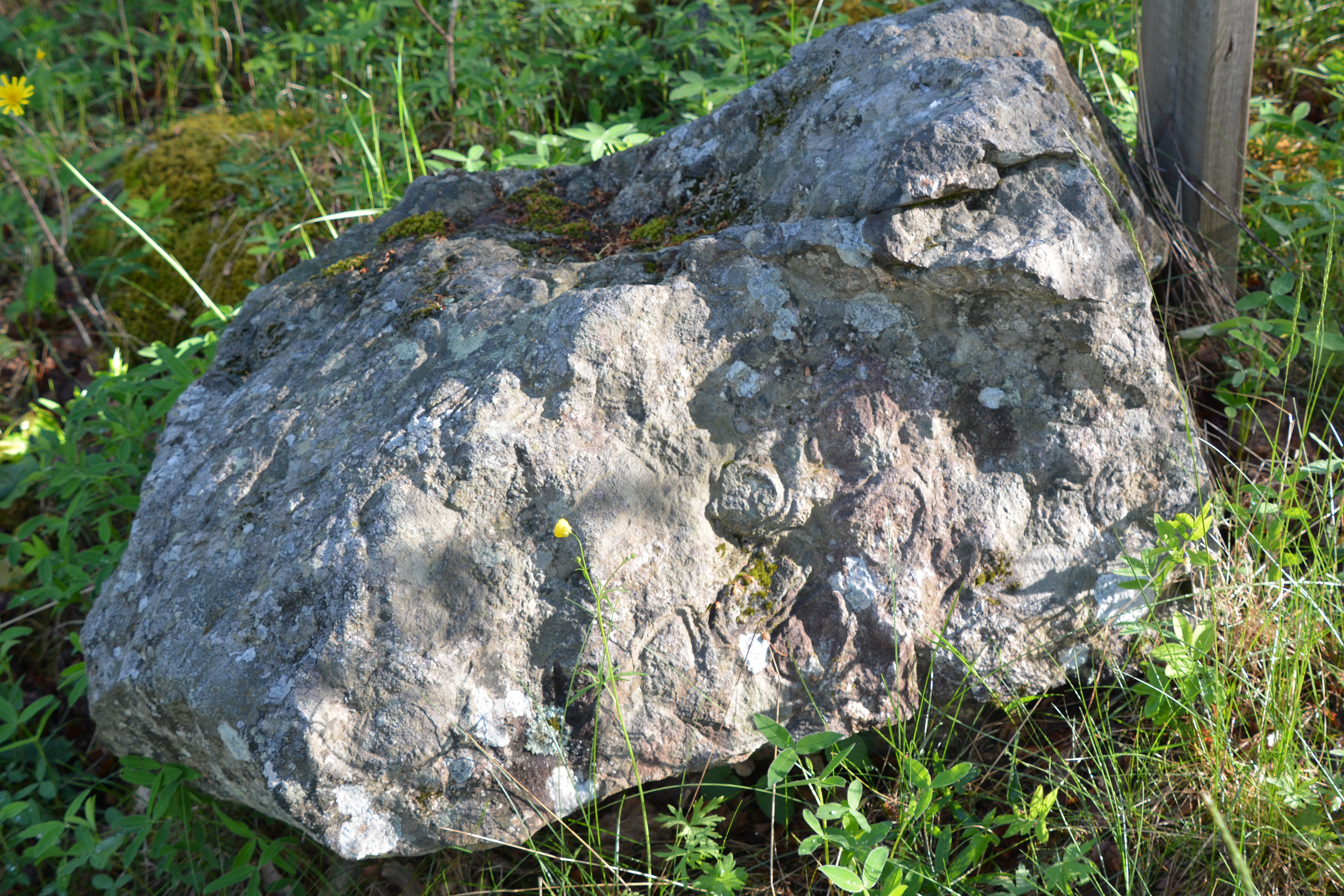
Klotgranit